# Solly March
Solomon Benjamin "Solly" March (Eastbourne, 20 juli 1994) is een Engels voetballer die doorgaans als middenvelder speelt. Hij stroomde in 2013 door vanuit de jeugd van Brighton & Hove Albion.

## Clubcarrière
March begon bij Lewes en doorliep verder de jeugdopleiding van Brighton & Hove Albion. Op 10 augustus 2013 debuteerde hij in de Football League Championship tegen Derby County. Zijn eerste basisplaats volgde op 4 januari 2014 in de FA Cup tegen Reading. In zijn debuutseizoen speelde March 24 competitieduels. Op 29 december 2014 volgde zijn eerste competitietreffer tegen Fulham. Met zijn club promoveerde hij in 2017 naar de Premier League.

## Interlandcarrière
March speelde vier interlands voor Engeland –20. In 2015 debuteerde hij in Engeland –21.